# География Воронежской области
Воронежская область — субъект Российской Федерации, область в центре Европейской части России. Воронеж.

## Географическое положение
Воронежская область расположена в центральной части Восточно-Европейской равнины и занимает площадь 52,2 тыс. км². Граничит с Тамбовской, Саратовской, Волгоградской, Ростовской, Белгородской, Курской и Липецкой областями, а также с Украиной.

## Рельеф
Рельеф Воронежской области образуют следующие крупные структуры: Среднерусская и Калачская возвышенности, испытывающие поднятие и Окско-Донская низменная равнина, для которой преобладают процессы опускания. Южная часть Среднерусской возвышенности занимает запад области. Она имеет высоты 220—260 м. Среднерусскую возвышенность покрывает густая овражно-балочная сеть. Высокий правый берег Дона сложен меловыми отложениями и носит имя Донского Белогорья.
На юго-востоке области находится Калачская возвышенность с высотой до 234 м. На Среднерусской и Калачской возвышенностях положение базисной и вершинной поверхностей выравнивания сильно разнится. Это вызывает интенсивные геодинамические процессы, приводящие к сильному расчленению территории. Северо-восток области занимает Окско-Донская равнина, с наибольшей высотой 178 м. Здесь базисная и вершинная эрозия более сближены, поэтому экзогенные процессы формирования рельефа слабы. На территории области распространены овраги, карстовые и суффозионные явления.
Днепровское оледенение было важным этапом становления современного рельефа области. Толща льда покрывала большую часть Воронежской области, а за пределами ледника происходили мерзлотные и солифлюкционные процессы. Однако сохранился ледниковый рельеф плохо.

## Геологическое строение
Воронежская область находится в центральной части Восточно-Европейской платформы, на юго-востоке Воронежской антеклизы. Платформа состоит из кристаллического фундамента и осадочного чехла. Фундамент сложен гранитами и гнейсами архейского и протерозойского возраста. Он выходит на поверхность в долине Дона около городов Богучар и Павловск. Также отложения докембрия вскрыты Павловским гранитным карьером.
Осадочный чехол сложен отложениями палеозойского, мезозойского и кайнозойского возраста. В течение палеозойской эры море занимало территорию современной Воронежской области в девонский и каменноугольный периоды. В раннем палеозое преобладали континентальные условия с преобладанием денудации поверхности. Девонские отложения широко развиты на всей территории области и представлены глинами, песками, известняками, сформированными в условиях моря и дельт рек. Отложения каменноугольного возраста — это пески, песчаники, известняки мелководного моря, а также углистые, глинистые и песчаные отложения равнин и мелководных лагун. Ранее каменноугольные отложения покрывали почти всю территорию области, но были разрушены в пермское время.
Отложения мезозойской эры представлены юрскими и меловыми породами.
В юрском периоде накапливались пески и глины аллювиального и озёрно-болотного происхождения. На территории области они сохранились в Острогожском и Репьевском районах. Меловые породы имеют большую мощность и широкое распространение. В нижних ярусах это пески, глины, алевролиты, накапливающиеся в условиях пойм рек, дельт и мелководий. Выше они сменяются белым писчим мелом, который откладывался в теплом море.
Отложения кайнозойской эры широко распространены на территории Воронежской области. В течение палеогена море неоднократно наступало на южную часть Воронежской области. Накапливались глины, пески, фосфориты, мергели. В неогене климат становился суше и прохладней. Огромная река, текущая через территорию области на юг сформировала Окско-Донскую аллювиальную равнину. Отложения неогена представлены песками и глинами.
В четвертичном периоде формировался современный облик области. Были сформированы речные долины Дона, Хопра, Воронежа и других рек. В течение четвертичного периода чередовались ледниковые и межледниковые эпохи. Для Воронежской области наиболее значительно было Донское оледенение, которое не покрыло только юг области. Отложения четвертичного периода — это речные, ледниковые и водно-ледниковые породы: пески, глины, минеральные пигменты.

## Полезные ископаемые Воронежской области

### Полезные ископаемые кристаллического фундамента
В кристаллическом фундаменте Воронежской области геолого-геофизическими исследованиями и буровыми скважинами были выявлены месторождения тория, урана, полиметаллов, кобальта, никеля, меди, золота, металлов платиновой группы, ртути, теллура, серебра, молибдена, вольфрама, галлия, германия, графита, флюорита, драгоценных и поделочных камней.
Шкурлатовское месторождение гранитов, находящее в 15 км на юго-восток от города Павловск, вскрыто карьером, работающим с 1976 года. Горно-обогатительный комбинат, работающий при карьере производит высококачественные строительные материалы: щебень различной фракции и отсев в общем количестве до 8 млн м³ в год.

### Полезные ископаемые осадочного чехла
Среди отложений девонского периода встречается камнесамоцветное сырьё: кристаллы белого кварцита, коричневого сфалерита, барита. На территории области существуют месторождения огнеупорных глин, каолинового сырья, бентонитовых и керамических глин, глинистых охр.Особенно богата Воронежская область карбонатным сырьём — белым писчим мелом, который добывается на семи карьерах. Многочисленны карьеры по добыче строительных песков. Также известны месторождения кремнистых пород и фосфоритов. В осадочном чехле есть проявления золота, алмазов, интерметаллидов.

## Климат
Воронежская область находится между 52˚ и 49˚ с. ш. в умеренном климатическом поясе. Лето относительно жаркое, а зима умеренно-холодная. Континентальность климата возрастает с северо-запада на юго-восток. Почти весь год территория Воронежской области находится под господством западного переноса и умеренной воздушной массы. Формирование климата происходит под влиянием умеренных, арктических и тропических воздушных масс. Среднегодовая температура воздуха составляет около 5˚ С. Среднеиюльская температура — около 20,5˚С. Среднеянварская температура — около −9,4˚С. Годовая амплитуда температур увеличивается к востоку области, отражая нарастания континентальности климата. Абсолютный минимум составляет −41.7°, был зарегистрирован в феврале 2012 года на границе с Волгоградской областью, абсолютный максимум +43˚С, зарегистрирован в начале августа 2010 года в Лискинском районе, годовая амплитуда температур по области не менее 84.3°. Безморозный период длится от 142—157 дней на севере до 155—168 дней на юге области. Заморозки возможны во все теплые месяцы, кроме июля. Относительная влажность воздуха заметно меняется в течение года. Так в мае-июне она составляет 41-47%, а зимой — 80-85%. Среднегодовое количество осадков меняется с северо-запада на юго-восток от 550 до 450 мм. Чуть больше осадков выпадает на наветренных склонах возвышенностей, над крупными лесными массивами, населёнными пунктами. Максимум осадков приходится на июль, а минимум на февраль. В Воронежской области преобладают ветры с западной составляющей. Среднегодовая скорость ветра — 3,3-5,2 м/сек. Для зимы характерны более сильные ветры, в среднем до 6,2 м/сек.
Погодный режим Воронежской области довольно неустойчив. Зимой случаются оттепели, которые часто сменяют морозы. В зимнее время господствуют ветры западных направлений. Часто происходит вторжение воздушных масс из Западной Сибири и Арктики. Летом часто происходит смена ветра с юго-восточного на северо-западный. При этом август — самый «тихий» месяц в году со скоростью ветра от 2,7 до 4 м/сек. Лето в Воронежской области часто бывает жарким, в самые жаркие лета практически везде на территории области температура может превышать +40°, а местами и превысить +42°. Нередки засухи: 2-3 года на 10 лет. При засухах часты суховеи, дней с которыми бывает до 40 за теплый период. Осенью обычно заморозки начинаются в октябре, тогда же может выпасть и первый снег. Устойчивый снежный покров ложится в декабре, но бывают годы, когда он устанавливался в январе-феврале. Более того, изредка на юге области устойчивый снежный покров вообще не образуется. Весной снежный покров сходит обычно к концу марта. Происходит этот процесс очень интенсивно, занимая 2-3 недели, а в отдельные годы весь снег может растаять всего за неделю.

## Гидрография
Воды Воронежской области — это реки, озёра, пруды, водохранилища, болота и подземные воды. Воронежская область располагается в зоне с недостаточным увлажнением. Кроме того, водность области уменьшается, и многие малые реки за последние полвека превратились в суходолы. Рек на территории области 829. Большая их часть принадлежит бассейну Дона. Преобладает снеговое питание, дождевое и подземное имеют меньшее значение. Весеннее половодье выражено ярко и длится от одного до двух месяцев. Вскрываются реки ото льда в конце марта — начале апреля. Ледоход длится от 1 до 10 дней. Дон — главная река области. По площади водосборного бассейна среди европейских рек он находится на четвёртом месте. Его ширина на территории Воронежской области составляет в межень 50-80 м. Глубина 3-5 м. Ледостав на Дону происходит с начала декабря, иногда только в январе. Весенний разлив очень широк. На территории Воронежской области протекают притоки Дона: Воронеж, Девица, Потудань, Тихая Сосна, Икорец, Битюг, Чёрная Калитва, Толучеевка, Хопёр и другие.
Озёрность Воронежской области невысока. Это прежде всего пойменные озёра Дона, Хопра, Воронежа и Битюга. Наибольшее значение по этому показателю имеет долина Хопра, имеющая около 200 постоянных водоёмов. На водоразделах Среднерусской возвышенности встречаются озёра, имеющие карстовое происхождение. Болота распространены ещё меньше. Это заболоченные участки пойм рек Тихой Сосны, Икорца, Хопра, Савалы, Чёрной Калитвы. На территории Воронежской области около 2,5 тыс. прудов, а самый крупный искусственный водоём — это Воронежское водохранилище. Пруды являются регуляторами речного стока.
Подземные воды Воронежской области делятся на три структурно-геологических этажа: верхний (воды содержатся в породах кайнозоя), средний (воды содержатся в породах мезозоя и палеозоя) и нижний (воды в трещиноватых породах кристаллического фундамента). Для нужд водоснабжения используются воды верхнего и среднего этажей. Реки дренируют прежде всего меловые горизонты на Среднерусской и Калачской возвышенностях и неоген-четвертичные на Окско-Донской равнине.
Родников в Воронежской области насчитывается около 1300. В том числе в городе Воронеже находится 17 источников. Однако родниковые воды в городе далеки от стандартов чистоты из-за фильтрации наземных загрязнений.

## Почвы
Около 80% Воронежской области заняты чернозёмами — самыми плодородными почвами Земли. Это чернозёмы южные, обыкновенные, оподзоленные, типичные, выщелоченные, солонцеватые и лугово-чернозёмные. Другие типы почв представлены пойменными, также имеющими высокое плодородие, а также низкопродуктивными песчаными и засоленными почвами, солонцами и солончаками.
Территория области распахана на 62,7%. По характеру почв территорию можно разделить на лесостепную часть с типичными, выщелоченными, оподзоленными чернозёмами и степную с южными и обыкновенными чернозёмами. Почвенный покров зависит от высоты местности. На Окско-Донской низменности особенности почв связаны с западинным рельефом. На Среднерусской возвышенности сильная расчленённость рельефа усиливает пестроту почвенного покрова.

## Растительность
Растительный покров Воронежской области отличается разнообразием. Территория области делится на северную лесостепную часть, где ранее преобладали разнотравно-луговые степи и широколиственные леса, и южную степную часть, с ковыльно-типчаковыми и ковыльными степями. В настоящее время, когда почти вся территория распахана, повсеместно преобладают агрокультурные ландшафты. Исконная растительность сохранилась только в местах, неудобных для сельскохозяйственных работ и в заповедных территориях, к которым относится: Воронежский и Хопёрский заповедники, Шипов лес, Теллермановская роща, Хреновский бор и Хреновская степь, Усманский бор, Дивногорье, места произрастания боров на меловых отложениях, Хрипунская степь, Каменная степь.
На территории области произрастает около 2000 видов сосудистых растений, 200 видов мохообразных, 200 видов лишайников. Те небольшие участки, которые остались нераспаханными радуют пестротой разнотравья. Для Окско-Донской равнины характерны различные природные комплексы запа́дин: запа́динные болота, запа́динные луговины, кустарниковые запа́дины, лесные запа́дины.
На Среднерусской возвышенности встречаются своеобразные растительные сообщества, включающие редкие и редчайшие растения, это тимьянники (в которых главный вид — тимьян меловой) и иссопники (главный вид — иссоп меловой).
Леса занимают 8,4% территории Воронежской области. Это дубравы — Шипов лес и Теллерманова роща, нагорные дубравы, сосновые боры на песчаных террасах Дона, Битюга, Хопра, Воронежа. Ольшаники занимают заболоченные участки пойм рек. Также небольшими массивами произрастают леса из тополя, ивы, осины.
И степные и лесные природные комплексы нуждаются в охране.

## Животные Воронежской области
На территории области обитают около 70 видов млекопитающих, 290 видов птиц, 9 видов пресмыкающихся, 10 видов земноводных, 55 видов рыб, 1 вид круглоротых (украинская минога) и более 10000 видов насекомых. Воронежская область входит в 2 зоогеографические зоны: лесостепную и степную.
Примерно половина видового состава млекопитающих — животные с широким зоогеографическим ареалом. В течение 20 века список млекопитающих был пополнен возвращёнными сюда лосями, косулями, благородными оленями, кабанами. Наиболее распространены из млекопитающих следующие виды: лисица, кабан, лось, ласка, заяц-русак, европейский олень, бобр. Также встречается акклиматизированная енотовидная собака. Многочисленны грызуны, рукокрылые и насекомоядные.
Богатство видов пернатых Воронежской области определяется разнообразием природных ландшафтов. Наиболее многочисленны представители отряда воробьинообразных. Это зяблик, мухоловки, пеночки, поползень, дрозды, воробьи, жаворонки, славки, зеленушка, трясогузки и многие другие. Из дневных хищников распространены: ястреб-тетеревятник и ястреб-перепелятник, канюк, скопа, сарыч, орёл-могильник, чеглок, пустельга, кобчик, коршун. Из ночных хищников — ушастые совы, болотные совы, неясыть, филин.
Разнообразны водные птицы: кряква, чирки, лысуха, свиязь, гоголь, красноголовый нырок, гусь. На водоёмах области обитают цапли: серая, рыжая, выпь. Изредка встречаются белые цапли и белые аисты.
Пресмыкающиеся области — это прыткая ящерица, разноцветная ящурка, живородящая ящерица, медянка, гадюка степная и обыкновенная, уж обыкновенный, узорчатый полоз, болотная черепаха.
Земноводные представлены следующими видами: обыкновенная чесночница, краснобрюхая жерлянка, обыкновенная жаба, озёрная, остромордая, прудовая и травяная лягушка, гребенчатый и обыкновенный тритон.
В Дону, его притоках, в озёрах и прудах области водятся более 50 видов рыб. Среди них есть виды довольно многочисленные: лещ, плотва, щука, ёрш, судак, окунь, карась. А есть и виды редкие, нуждающиеся в охране: стерлядь, русский осетр. К сожалению, загрязнение вод, нарушение водного режима, неконтролируемый и незаконный вылов вызывают оскудение данного нам природой богатства.
Насекомые Воронежской области включают виды, имеющие широкое географическое распространение, северные таёжно-лесные виды и южные виды. Среди южных видов представлены характерные для широколиственных лесов жуки: мертовоед, жук-олень, красотел, дровосек реликтовый. Многие насекомые занесены в Красную книгу России и Красную книгу Воронежской области.

## Охрана природы
На территории Воронежской области находятся два заповедника: Воронежский государственный природный биосферный заповедник и Хопёрский государственный природный заповедник.